# Ялта
Я̀лта (на украински: Ялта, на руски: Ялта, на кримскотатарски: Yalta) е град, разположен на Кримския полуостров.
След анексирането на полуострова от страна на Русия през 2014 година, градът де факто е част от Република Крим в рамките на Южния федерален окръг. Повечето държави от ООН, включително България, обаче приемат територията на Крим за незаконно окупирана от Русия и за тях градът официално остава част от Автономна република Крим в състава на Украйна.
Населението на града е 77 003 души към 2015 година.
Той е черноморски курорт. Известен е с историческата Ялтенска конференция, състояла се с участието на тогавашните световни политически лидери Франклин Рузвелт, Уинстън Чърчил и Йосиф Сталин. В града се е намирала резиденция на Сталин.

## История
Селището е споменато като Джалита за пръв път през 1154 г. от арабския пътешественик Мохамед Ал-Идриси. През 14 – 15 век е под властта на княжество Теодоро, а по-късно преминава под властта на Генуа. От 1475 до 1774 г. влиза в състава на Османската империя. В този период селището запада и към края на 18 век е малко рибарско селце. След присъединяването на Крим към Руската империя през 1783 г., селището започва да се развива, като земите около Ялта са раздадени на предприемачи за отглеждане на портокали, лимони и маслини. През 1838 г. Ялта получава статут на град. Развитието на града е благоприятствано от построяването на жп линията Лозовая – Севастопол през 1873 г. Основата на курортния комплекс е положена през 20-те и 30-те години на 20 век. По времето на Втората световна война градът е превзет от немците в периода 1941 – 1944 г.
От 4 до 11 февруари 1945 г. в града се състои Ялтенската конференция, на която лидерите на трите най-големи съюзнически сили: Франклин Рузвелт, Уинстън Чърчил и Йосиф Сталин обсъждат решителния разгром на Третия райх, следвоенното бъдеще и деятелността на ООН.
След войната Ялта продължава да се развива като курортен град.

## Население
| 1979   | 1987   | 1989   | 2001   | 2009   | 2011   | 2013   | 2015   |
| ------ | ------ | ------ | ------ | ------ | ------ | ------ | ------ |
| 80 098 | 89 000 | 88 549 | 81 654 | 78 584 | 78 032 | 78 115 | 77 003 |

### Етнически състав
Населението на Ялта към 2001 г. е представено от: 67% руснаци, 27% украинци, 2% беларуси, 1% кримски татари и други.

## Климат
Ялта има влажен субтропичен климат, граничещ със средиземноморски. Средната годишна температура е 13,2 °C, средната влажност на въздуха е 70%, а средното количество годишни валежи е около 613 mm.
| Климатични данни за Ялта              | Климатични данни за Ялта | Климатични данни за Ялта | Климатични данни за Ялта | Климатични данни за Ялта | Климатични данни за Ялта | Климатични данни за Ялта | Климатични данни за Ялта | Климатични данни за Ялта | Климатични данни за Ялта | Климатични данни за Ялта | Климатични данни за Ялта | Климатични данни за Ялта | Климатични данни за Ялта |
| Месеци                                | яну.                     | фев.                     | март                     | апр.                     | май                      | юни                      | юли                      | авг.                     | сеп.                     | окт.                     | ное.                     | дек.                     | Годишно                  |
| Абсолютни максимални температури (°C) | 17,8                     | 19,0                     | 27,8                     | 28,5                     | 33,0                     | 34,2                     | 39,1                     | 39,1                     | 35,0                     | 31,5                     | 25,3                     | 22,8                     | 39,1                     |
| Средни максимални температури (°C)    | 7,1                      | 7,1                      | 9,5                      | 14,4                     | 19,8                     | 24,7                     | 28,3                     | 28,4                     | 23,4                     | 17,8                     | 12,4                     | 8,6                      | 16,8                     |
| Средни температури (°C)               | 4,4                      | 4,0                      | 6,1                      | 10,7                     | 15,8                     | 20,6                     | 24,1                     | 24,1                     | 19,3                     | 14,2                     | 9,2                      | 5,2                      | 13,2                     |
| Средни минимални температури (°C)     | 2,3                      | 1,6                      | 3,5                      | 7,7                      | 12,6                     | 17,2                     | 20,5                     | 20,5                     | 15,9                     | 11,2                     | 6,7                      | 3,7                      | 10,3                     |
| Абсолютни минимални температури (°C)  | −12,2                    | −12,3                    | −7,3                     | −3,8                     | 2,8                      | 7,8                      | 12,2                     | 8,9                      | 3,9                      | −1,1                     | −8,9                     | −7,4                     | −12,3                    |
| Средни месечни валежи (mm)            | 76                       | 60                       | 51                       | 33                       | 34                       | 36                       | 31                       | 46                       | 42                       | 53                       | 68                       | 83                       | 613                      |
| ------------------------------------- | ------------------------ | ------------------------ | ------------------------ | ------------------------ | ------------------------ | ------------------------ | ------------------------ | ------------------------ | ------------------------ | ------------------------ | ------------------------ | ------------------------ | ------------------------ |
| Източник: Погода и Климат             |                          |                          |                          |                          |                          |                          |                          |                          |                          |                          |                          |                          |                          |

## Икономика
95% от промишлеността на града е свързана с хранително-вкусовата промишленост, като от нея близо 42% се дължат на винопроизводството, а 19% на риболова. Поради благоприятния климат на региона е развито селското стопанство. Отглеждат се тютюн, грозде, праскови, дюли, бадеми, лавандула и други култури. Произвеждат се различни сортове вино. В града също така е силно развит туризмът, като повечето летовници идват от бившите социалистически републики.

### Транспорт
Поради неравния терен, градът не разполага нито с жп гара, нито с летище. Има морско пристанище и автогара.

## Други
На Ялта е наречена улица в квартал „Люлин“ в София (Карта).

## Побратимени градове
- Баден-Баден, Германия
- Батуми, Грузия
- Владикавказ, Северна Осетия
- Галац, Румъния
- Маргейт, Англия
- Шарм ел-Шейх, Египет
- Москва, Русия
- Ница, Франция
- Поцуоли, Италия
- Пярну, Естония
- Риека, Хърватия
- Родос, Гърция
- Салсомаджоре Терме, Италия
- Санта Барбара, САЩ
- Саня, Китай
- Улан Уде, Русия
- Фудзисава, Япония
- Хачмас, Азербайджан